# Bitwa pod Chrastavą
Bitwa pod Chrastavą (również bitwa pod Kratzau) – starcie zbrojne w pobliżu Chrastavy, które miało miejsce 11 listopada 1428 roku w okresie wojen husyckich.
11 listopada 1428 oddziały Sierotek, powracające z rejzy na Żytawę, zostały pod wsią Machnín znienacka zaatakowane przez siły łużyckie. W pierwszej fazie bitwy husyci stracili większość taboru, wiozącego prowiant dla wojsk oblegających zamek w Lichtenburgu, jednak po dłuższej walce Sierotki przeprowadziły reorganizację i dokonały udanego kontrataku, dominując i zmuszając wroga do ucieczki.